# Georg Meyer-Erlach

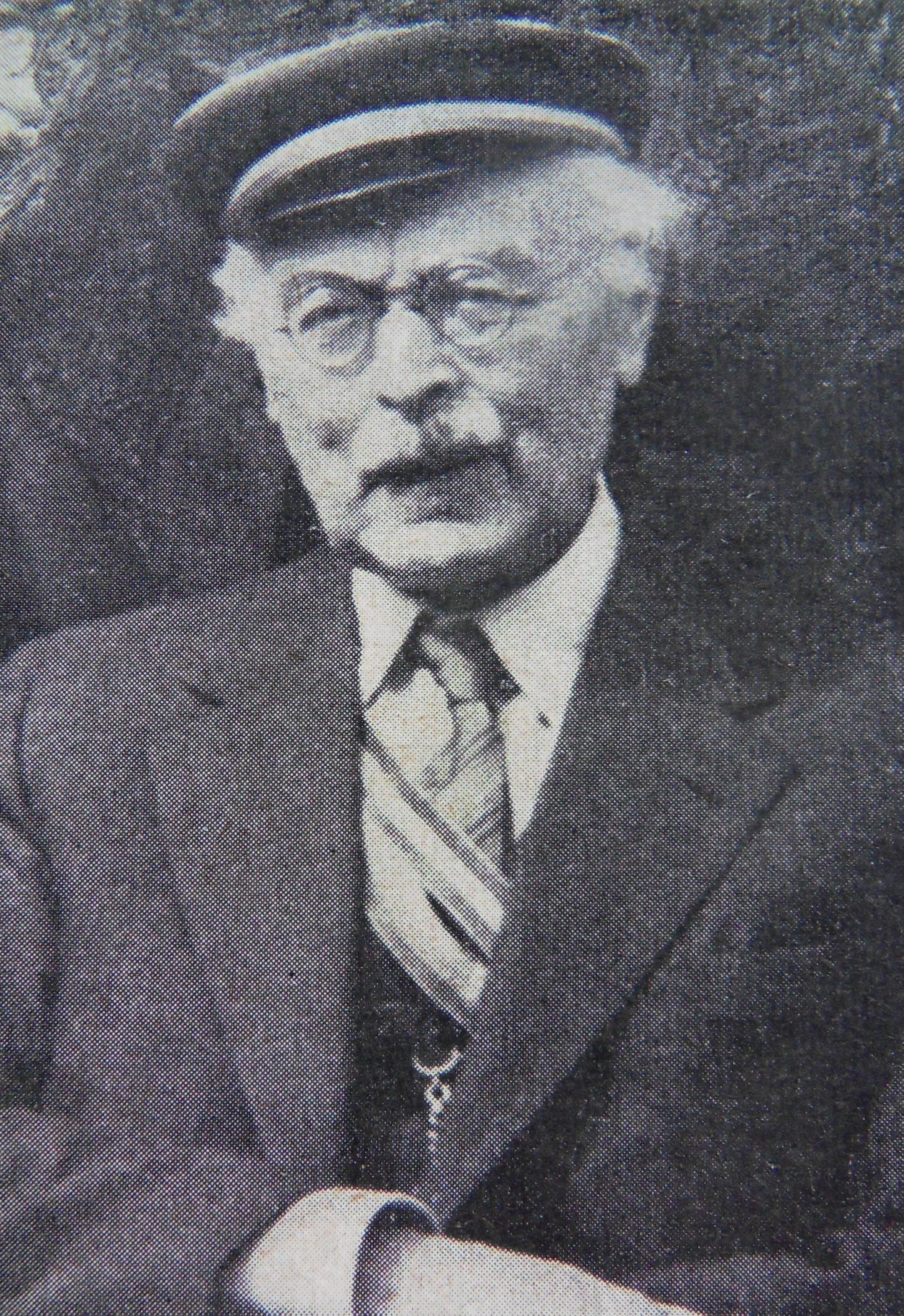
Georg Meyer-Erlach

Georg Meyer-Erlach (* 10. September 1877 in Erlach; † 7. November 1961 in Würzburg) war ein deutscher Chemiker und Studentenhistoriker.

## Leben
Meyer-Erlach besuchte das humanistische Neue Gymnasium Würzburg. Nach dem Abitur studierte er an der Julius-Maximilians-Universität Würzburg Chemie. 1899 wurde er im Corps Moenania Würzburg aktiv. Als Inaktiver wechselte er an die Universität Genf und die Universität Jena. Nach der Promotion zum Dr. phil. wurde er 1910 Direktor einer chemischen Fabrik in Nienburg/Weser. Als Reserveoffizier der Bayerischen Armee nahm er, zuletzt als Hauptmann, im Reserve-Feldartillerie-Regiment 5 am ganzen Ersten Weltkrieg teil. Für seine Leistungen während des Krieges wurde er mit beiden Klassen des Eisernen Kreuzes sowie dem Militärverdienstorden IV. Klasse mit Schwertern ausgezeichnet. 1922 zog er sich als Privatgelehrter nach Würzburg zurück. In den folgenden Jahren veröffentlichte er zahlreiche Arbeiten zur fränkischen Landesgeschichte und zur Studentengeschichte. Von 1933 bis 1936 gab er im Selbstverlag das Archiv für Studenten- und Hochschulgeschichte heraus. Nach dem Zweiten Weltkrieg wurde er durch den Abgeordnetentag des Verbandes Alter Corpsstudenten mit der Sicherung und Erschließung der Archiv- und Sammlungsbestände des Kösener Senioren-Convents-Verbandes im Institut für Hochschulkunde in Würzburg betraut. Von 1955 bis 1960 leitete er das Institut.
Mit 19 anderen Mainländern erhielt er 1951 das Band des Corps Lusatia Breslau. Sie alle halfen 1952 bei Lusatias Rekonstitution in Hamburg. Meyer-Erlach war Gründungsmitglied der späteren Deutschen Gesellschaft für Hochschulkunde (DGfH). Er verfasste über 170 Aufsätze und Zeitungsartikel. Sein Nachlass befindet sich im Kösener Archiv  im Institut für Hochschulkunde.
Die Freunde Mainfränkischer Kunst und Geschichte wählten ihn 1957 zum Ehrenmitglied. Eine ausführliche Bibliographie wurde im Mainfränkischen Jahrbuch für Geschichte und Kunst 14 (1962), S. 349 f. veröffentlicht.

## Veröffentlichungen (Auswahl)
- Die Garantierung der Würzburger Studenten-Gesellschaft. Archiv für Studenten- und Hochschulgeschichte 1933. S. 3–23.
- Der Auszug der Würzburger Studenten nach Wertheim  im Jahre 1849. In: Archiv für Studenten- und Hochschulgeschichte 1933. S. 95–109.
- Das Stammbuch Langwerth von Simmern. Archiv für Studenten- und Hochschulgeschichte 1935. S. 283–291.
- Die Professorenfamilie Friedreich. Ein erster Beitrag zur Dozentenmatrikel. In: Die Mainlande. Band 1, 1950, Nr. 1, S. 7–8.
- Das Institut für Hochschulkunde in Würzburg. Der Convent 1951, S. 232.
- Die studentischen Kameradschaften. Der Convent 1954. S. 19.
- Zur Geschichte des IfH und der Wiedergründung der Historischen Kommission der Kösener. Einst und Jetzt 18 (1973). S. 212f.